# Brithopus
Brithopus es un género extinto de dinocefalos terápsidos que existieron durante el Pérmico Medio en Rusia. Fue descrito a partir de material fósil fragmentario y mal preservado, en general era similar a Titanophoneus.